# Rick Flag
Rick Flag è un personaggio dei fumetti statunitensi creato da Robert Kanigher (testi) e Ross Andru (disegni), pubblicato dalla DC Comics. La sua prima apparizione avviene in The Brave and the Bold (vol 1) n. 25 (settembre 1959).
Sebbene il nome di "Rick Flag" sia in realtà condiviso da tre personaggi distinti, essi sono tutti appartenenti alla stessa stirpe e rispettivamente legati dalla parentela di padre, figlio e nipote inoltre, ciascuno di loro ha in genere un ruolo di rilievo nell'esercito o col governo statunitense dell'Universo DC, nonché con la Squadra Suicida: il capostipite, Rick Flag, Sr., è stato nell'unità speciale divenuta nota come Squadra Suicida originale durante la Seconda guerra mondiale e successivamente ha fatto parte della Task Force X, suo figlio Rick Flag, Jr. è stato membro dei Forgotten Heroes e di varie incarnazioni della Squadra Suicida, mentre il nipote Rick Flag III è un ragazzino in età scolare.
Successivamente a Rinascita i primi due "Rick Flag" sono stati raffigurati come nonno e nipote piuttosto che padre e figlio.

## Biografia dei personaggi

### Rick Flag Sr.
Richard Montgomery Flag è un capitano della United States Air Force che, nel corso della Seconda Guerra Mondiale, viene messo alla guida di una divisione speciale chiamata Suicide Squadron e composta da soldati condannati per crimini vari e perciò sacrificabili. Unico sopravvissuto alla prima missione, Flag riceve in seguito il compito di riformare e guidare lo squadrone in svariate altre missioni con possibilità di sopravvivenza scarse o nulle riuscendo inaspettatamente a collezionare successi crescenti ed un tasso di decessi nell'unità sempre minore. Dopo la guerra, Flag sposa la cugina del generale Jeb Stuart, Sharon Race, dalla quale ha un figlio, Rick Jr. e, nel 1951, con la scomparsa della Justice Society of America e di altri supereroi, il Presidente Harry S. Truman richiama in servizio Flag dopo aver creato la Task Force X, mettendolo alla guida della nuova incarnazione della sua divisione.
La Task Force X si componeva di due unità: l'unità militare "Argent" (guidata da "Control"), e l'unità civile "Squadra Suicida" incaricata di occuparsi di affari civili, criminali mascherati e simili. La prima unità viene guidata dal generale Stuart, gestendo varie crisi nazionali ed internazionali per svariati decenni nonostante le attività registrate di "Argent" cessino dopo il 1960. Flag infine, due anni dopo essere rimasto vedovo a causa di un incidente, si sacrifica per fermare la Ruota della Guerra, ex-nemesi dei Blackhawk, schiantandoglisi contro con un jet.

### Rick Flag Jr.
Richard Rogers Flag, figlio di Rick Flag, Sr. e Sharon Race, rimane orfano di madre a otto anni quando questa lo salva da un auto mentre, due anni dopo, anche il padre muore in missione, una volta diventato adulto segue perciò le orme del genitore prima nella U.S. Air Force e poi nella nuova Squadra Suicida, reinstituita come gruppo pubblico e composta, oltre che da Flag, dalla sua ragazza Karin Grace, dal dottor Hugh Evans e da Jess Bright, che tuttavia dopo una tragica missione in Cambogia viene dato per disperso dopo l'attacco di uno Yeti, sebbene in realtà riesca a salvarsi dall'assideramento e finisca in mano ai russi venendo trasformato nel mostro bionico Koshchei il Letale che, furioso con la sua vecchia squadra per averlo abbandonato, giura loro vendetta contribuendo alla creazione dei Rocket Red Brigade e della squadra di metaumani del Qurac, la Jihad. Contemporaneamente a tutto ciò, Grace partorisce in segreto il figlio di Flag dandolo poi in adozione mentre l'uomo, inconsapevole di tutto, lascia la squadra venendo sostituito da Frank Rock per infiltrarsi come spia del governo nei Forgotten Heroes, che si sciolgono poco dopo la "morte" del loro leade Immortal Man.
Il giovane Rick viene quindi messo a capo della nuova Squadra Suicida creata da Amanda Waller ed interamente composta da supercriminali, seppur riluttante all'idea di lavorare coi suddetti e sdegnato dalla nozione che lui e Deadshot fossero in qualche modo "simili" Rick accetta la posizione mostrando però immediati segni di instabilità esacerbati nel momento in cui Karin Grace assume la carica di medico della squadra. Nonostante gli attriti iniziali tra Flag e Nightshade, dopo una missione sotto copertura contro la Jihad, quest'ultima sviluppa dei sentimenti per lui che tuttavia sceglie di tenere per sé; l'uomo stringe inoltre un rapporto di stima e fiducia reciproca sia con Nemesis che con Bronze Tiger, nonostante il primo provasse dei sentimenti per Nightshade non ricambiati a causa di Flag e al secondo sia stata negata la carica di leader del gruppo in favore di Rick. La lealtà dell'uomo verso la sua squadra e la Waller è stata resa evidente quando si è dimostrato disposto allo scontro con la Justice League pur di liberare Nemesis da una prigione sovietica o quando ha minacciato un burocrate colpevole di aver messo a rischio la posizione della Waller.
Nonostante ciò la stabilità mentale di Flag ha continuato a vacillare e, dopo una missione congiunta con la Doom Patrol di cui è stato l'unico sopravvissuto, si è ulteriormente aggravata con la morte di Karin Grace per poi crollare definitivamente quando il senatore Joe Cray minaccia di rendere pubblica l'esistenza della Suicide Squad; deciso ad assassinarlo, Flag si scontra con la Squadra Suicida, incaricata di fermarlo con ogni mezzo necessario dalla stessa Waller per evitare lo scandalo politico. Deadshot tuttavia uccide il senatore Cray facendo ricadere la colpa su Flag, facendo si che questi debba entrare in latitanza e che l'esistenza della Squadra sia comunque rivelata al pubblico.
Successivamente, Flag decide di distruggere la Jihad una volta per tutte dopo aver scoperto che durante la Seconda Guerra Mondiale suo padre aveva attaccao la loro fortezza, Jotunheim, per neutralizzare il prototipo di un ordigno nucleare nazista. Dopo aver avvertito Nightshade del suo piano lasciandole un biglietto, l'uomo si infiltra nelle macerie della fortezza in solitaria localizzando la bomba e morendo nella sua detonazione assieme al leader del gruppo, Rustam. Nella serie limitata Il giorno del giudizio, Rick Flag combatte contro degli agenti celesti assieme ad altre anime del Purgatorio per conto di una squadra di supereroi ancora vivi, guadagnandosi l'opportunità di tornare in vita.
Durante gli eventi di Un anno dopo, viene rivelato che Rustam è sopravvissuto all'esplosione teletrasportandosi su Skartaris assieme a Flag, che ha quindi rinchiuso in una prigione segreta in Quraca per quattro anni, finché la Waller lo scopre ed incarica Bronze Tiger di liberarlo. Rick è stato quindi messo alla guida di una Squadra Suicida clandestina dalla stessa Waller, contro l'espresso mandato dell'organizzazione di Checkmate.
In seguito, durante un conflitto di potere interno alla Squadra Suicida, il Generale Wade Eiling confessa che Rick Flag Jr. non è veramente il figlio di Rick Flag Sr., bensì un soldato di nome Anthony Miller cui lui stesso ha ha fatto il lavaggio del cervello per convincerlo di essere il figlio di Flag. Manipolandolo tramite tale condizionamento mentale, Eiling si serve di lui per assumere il comando della Squadra Suicida, ma il quo piano fallisce nel momento in cui questi, piuttosto che uccidere Amanda Waller, si libera dal controllo mentale portando alla cattura di Eiling dopodiché, pur prendendo in considerazione la possibilità di abbandonare la sua presunta identità e tornare a casa, Miller decide di rimanere in quanto convinto che alla Squadra Suicida serva un Rick Flag.
Nella riscrittura della realtà di Rinascita, Rick Flag, Jr. è un colonnello dei Navy SEAL pluridecorato, figlio di un veterano della Guerra del Vietnam e nipote del leader della Task Force X originale durante la Seconda Guerra Mondiale, motivo per cui Amanda Waller, desiderosa di compiacere il Presidente Barack Obama, gli assegna la guida della Squadra Suicida, composta da Deadshot, Capitan Boomerang e Harley Quinn.

### Rick Flag III
Richard Flag III, figlio di Rick Flag, Jr. e Karin Grace dato in adozione alla nascita, qualche anno dopo viene rapito da Koschei il Letale (Jess Bright) membro della Jihad ossessionato dall'idea di vendicarsi del padre del ragazzino, per poi venire portato in soccorso da Nemesis della Suicide Squad. Svariato tempo dopo, Flag Jr. e Bronze Tiger visitano la sua casa adottiva sebbene, alla fine il padre decida di non avvicinarlo.

## Poteri e abilità
Entrambi i Rick Flag (Sr. e Jr.) sono eccezionali piloti militari, dotati di grandi competenze tattiche, strategiche e di leadership. I due personaggi possiedono inoltre un vasto addestramento al combattimento e alle operazioni speciali, dimostrando competenza sia nel combattimento corpo a corpo che nell'uso delle armi da fuoco e sono in grado di utilizzare tutta la vasta gamma d'armi comunemente impiegate dai soldati dell'esercito degli Stati Uniti.

## Altri media

### Cinema
- Nel film d'animazione Justice League: The New Frontier Rick Flag, Sr.,[34] doppiato da Lex Lang, rimane ucciso nell'esplosione di un'astronave nello spazio, mentre suo figlio ha un cameo nel finale del film.

### DC Extended Universe e DC Universe

Rick Flag, Jr. interpretato da Joel Kinnaman in Suicide Squad (2016).

- Nel franchise del DC Extended Universe (DCEU) Rick Flag, Jr. è interpretato da Joel Kinnaman[35] con la voce italiana di Marco Foschi, sebbene inizialmente il ruolo sarebbe dovuto andare a Tom Hardy[36] che ha però rinunciato per via dei suoi impegni sul set di Revenant - Redivivo.[37] In tale versione Flag è un agente dei Berretti Verdi assoldato dalla A.R.G.U.S. per guidare la Suicide Squad.
  - In Suicide Squad (2016) Flag viene messo a capo della Suicide Squad da Amanda Waller per salvare la sua ragazza, June Moone, posseduta dall'Incantatrice, ed impedire che questa e il fratello Incubus distruggano il mondo.
  - In The Suicide Squad - Missione suicida (2021)[38] viene messo alla guida di una nuova Suicide Squad diretta sull'isola di Corto Maltese per assaltare il laboratorio governativo di Jötunheim, che sta svolgendo esperimenti inumani sull'alieno Starro, dopo aver scoperto però che a finanziarli è stato il governo statunitense, Flag decide di rivelare tutto al pubblico, motivo per il quale viene assassinato dallo spietato vigilante Peacemaker.
- Nel franchise del DC Universe (DCU) Rick Flag, Sr. è interpretato da Frank Grillo[39] con la voce italiana di Simone Mori.
  - In Creature Commandos (2024-in corso) il personaggio, sempre doppiato da Frank Grillo, compare tra i protagonisti come generale U.S. Army messo al comando dell'omonima squadra.[40][41][34][42]
  - In Superman (2025)[43] compare in veste di nuovo il direttore dell'A.R.G.U.S.
  - In Peacemaker (2022-in corso) nel corso della prima stagione compare Rick Flag, Jr. (Joel Kinnaman) tramite immagini d'archivio, mentre nella seconda comparirà Flag, Sr. con l'intento di vendicare la morte del figlio per mano di Peacemaker.[44]

### Televisione
- Rick Flag, Jr., doppiato da Adam Baldwin[45] con la voce italiana di Riccardo Lombardo, compare nell'episodio "Task Force X" della serie DCAU Justice League Unlimited, dove guida l'omonima squadra per conto del Progetto Cadmus.
- Nella serie televisiva Smallville compare un personaggio ispirato a Rick Flag, Richard Stafford, interpretato da Ted Whittal con la voce italiana di Francesco Prando, leader della Suicide Squad, composta da Deadshot e Plastique, inizialmente al servizio di Amanda Waller, viene in seguito ricattato da Chloe Sullivan, affinché la aiuti ad abbattere l'Atto di Registrazione dei Vigilanti.
- Il personaggio è uno dei protagonisti nell'anime Suicide Squad Isekai, doppiato da Taku Yashiro.[45][46][47]

### Videogiochi
- Rick Flag, Jr. comparve nel videogioco Batman: Arkham Origins Blackgate, nuovamente doppiato da Adam Baldwin.
- In Suicide Squad: Kill the Justice League Rick Flag, Jr. è doppiato da Jim Pirri.